# Igor Kamenz
Igor Kamenz (* 1968 in Chabarowsk) ist ein russisch-deutscher Pianist.

## Leben
Kamenz wurde im russischen Fernen Osten geboren. Er erhielt frühzeitig eine musikalische Ausbildung und trat als Kind in der Sowjetunion als Dirigent, Pianist und Komponist in Erscheinung. Als Jugendlicher emigrierte er mit seinen Eltern aus der Sowjetunion nach West-Deutschland. Er studierte bei Vitaly Margulis und bei Sergiu Celibidache.

## Auszeichnungen
Kamenz ist Preisträger zahlreicher internationaler Klavierwettbewerbe (u. a. 17 erste Preise, 15 zweite Preise, 15 Sonderpreise). Hierzu zählen unter anderem der Internationale Klavierwettbewerb Ferruccio Busoni (1988: 2. Preis zusammen mit Benjamin Pasternack, 1. Preis nicht vergeben, 1991: 2. Preis zusammen mit Olivier Cazal, 1. Preis nicht vergeben), die Pilar Bayona Piano Competition (1987: 1. Preis), der Concours National de Piano Claude Kahn (1985: 1. Preis), die World Piano Competition Cincinnati (1988: 1. Preis zusammen mit Eric Himy) und der Bremer Klavierwettbewerb (1993. 2. Preis zusammen mit Cédric Tiberghien, 1. Preis nicht vergeben).